# جيرمان فاليرا
جيرمان فاليرا (مواليد 16 مارس 2002) هو لاعب كرة قدم إسباني يلعب في مركز الجناح الأيمن في نادي أتلتيكو مدريد ب.

## روابط خارجية
- جيرمان فاليرا على موقع قاعدة بيانات كرة القدم.إي يو (الإنجليزية)
- جيرمان فاليرا على موقع Soccerway.com (الإنجليزية)
- جيرمان فاليرا على موقع عالم كرة القدم.نت (الإنجليزية)